# Tromboelastografo
Il tromboelastografo, o tromboelastometro, è uno strumento che misura in tempo reale le caratteristiche meccaniche di un materiale coagulante durante il processo di indurimento.
È nato dall'invenzione dell'ingegnere Helmut Hartert negli anni quaranta per valutare la capacità coagulativa del sangue.
È costituito da un pendolo appeso ad un filo di torsione e sospeso in un campione di sangue che ruota avanti/indietro in un arco di cerchio noto con tempi noti. Man mano che il sangue coagula, stabilisce un legame fisico con il pendolo, inducendogli una rotazione proporzionale alla sua forza ed elasticità. Il segnale derivato dal movimento del pendolo fornisce delle informazioni specifiche sulla qualità (ma non sulla quantità) dei componenti del sangue e della loro combinazione, consentendo di effettuare terapie mirate in pazienti sottoposti ad interventi invasivi comportanti compromissione del sistema coagulativo.
Dopo un periodo di accantonamento, questo strumento è stato recentemente rivalutato per le informazioni che fornisce durante i trapianti, e per il suo contributo al risparmio di emoderivati.  La parola "Tromboelastografo" è un marchio registrato del proprietario dell'invenzione di Hartert TEG, ma viene utilizzata come definizione generica, essendo stata l'unica produzione mondiale fino ad anni recenti. Attualmente un tromboelastometro viene fabbricato anche in Italia.